# Mediacentrale (bedrijf)
Een mediacentrale is een bedrijf dat het plaatsen van advertenties centraliseert. 
Een reclamebureau stelt aan de adverteerder een advertentiecampagne voor in een bepaalde "mix" of "spread" in functie van het te bereiken doelpubliek. Het reclamebureau stelt met name voor hoeveel televisiereclame, radio-reclame enzovoorts, in welke frequentie over hoeveel tijd dient gevoerd te worden, om een gewenst resultaat te halen.
De personificatie van deze mix wordt voorgesteld door een mediacentrale (ook regie genoemd) en bestaat uit een combinatie van advertenties in de verschillende media (televisie, radio, tijdschriften, kranten, (gratis) huis-aan-huisbladen en websites op het internet) die zij in portefeuille heeft.
Elke mediacentrale heeft een aantal mediabedrijven in portefeuille, waardoor sommige gespecialiseerde mediacentrales zich kunnen onderscheiden met een heel specifiek doelpubliek, zoals de specialisatie in reclame op radio- en televisiezenders of
reclame op trams en bussen. Daarom wordt een reclamecampagne in de praktijk meestal met meerdere mediacentrales gevoerd. 
In functie van het door de adverteerder gekozen doelpubliek en de ideale "mix", contacteert het reclamebureau een mediacentrale die de invulling in concreet toegewezen media voorstelt.  Het reclamebureau stelt de adverteerder de mediacentrale(s) voor die voor de beste prijs het gewenste doelpubliek het dichtst benadert.